# Udanin
Udanin (niem. Gäbersdorf) – wieś w Polsce położona w województwie dolnośląskim, w powiecie średzkim, w gminie Udanin.

## Podział administracyjny
W latach 1975–1998 miejscowość administracyjnie należała do województwa legnickiego. Miejscowość jest siedzibą gminy Udanin.

## Demografia
Według Narodowego Spisu Powszechnego (III 2011 r.) liczył 922 mieszkańców. Jest największą miejscowością gminy Udanin.

## Nazwa
Pierwsze zapisy historyczne o wsi pochodzą już z wieku XIII. Wzmiankowana jest po raz pierwszy w łacińskim dokumencie z 1250 roku dotyczącego fundacji Kościoła św. Urszuli, który wydany został przez papieża Innocentego IV w Lyonie gdzie miejscowość zanotowana została w obecnie używanej polskiej formie „Udanin”. Nazwa została zgermanizowana przez Niemców na Gäbersdorf tracąc swoje pierwotne brzmienie.

## Historia
W latach 1458–1471 właścicielem wsi był Landeshauptmann Dipprand von Reibnitz. Jego następcą został Joachim von Landskron, później właścicielem został "Rittmeister" Otto Friedrich von Landskron. W XVII w. miejscowość zostaje podzielona na Dolny i Górny Udanin. W XVIII w. ponownie Udanin stanowi całość. Od roku 1688 do 1795 majątek Udanin należał do rodziny von Pannwitz.
Jeden z ówczesnych właścicieli rodziny von Pannwitz kazał na swoich dobrach wybudować kosztem 1000 talarów mauzoleum, w którym został pochowany jego 12-letni syn. Kilka dni przed śmiercią syna, ojciec obserwował z ukrycia jego zabawę. Zauważył, że chłopiec kopał dziurę w ziemi niedaleko kościoła św. Urszuli. Ojciec podszedł do niego i zapytał co robi. Chłopiec odpowiedział: Znalazłem klucz i go tutaj zakopałem i nie minie dużo czasu jak zostanę tutaj pochowany. Rozpacz ojca była wielka, gdy po paru dniach syn zmarł. Podjął on decyzję, że w miejscu w którym syn zakopał klucz wybuduje grobowiec. W tym czasie panowała w miejscowości dżuma, na którą zmarło wiele osób.
Od 1795 r. do 1945 r. wieś Udanin była własnością rodziny von Richthofen. Pierwszym właścicielem z tej rodziny był deputowany powiatowy Ludwig Freiherren von Richthofen.
Na miejscu poprzedniego kościoła ewangelickiego zostaje wybudowany w 1840 roku duży kościół ewangelicki. W Udaninie istniała również ewangelicka parafia. Zmarłych wyznawców obu wyznań chowano na wspólnym cmentarzu. Wieś Udanin była wioską typowo rolniczą. W 1845 roku we wsi znajdowały się: 84 domy rolników, 1 zamek, 2 folwarki, 4 gospody, 1 młyn wodny, 1 młyn na kierat, 1 browar, 1 gorzelnię, 1 cegielnię, razem 768 mieszkańców. W tym okresie hodowano 235 szt. bydła i 2300 szt. owiec. Istniała katolicka i ewangelicka szkoła. W 1893 roku rozpoczęto budowę linii kolejowej Strzegom-Malczyce o długości 36,5 km. 1 września 1895 roku przejeżdża pierwszy pociąg na stację Gabersdorf-Beckern. Stacja posiada bufet, gdzie można zjeść ciepły posiłek. Wieś Udanin została rejonem urzędowym w skład którego wchodziły miejscowości: Dębnica, Dźwigórz, Lasek. W tym okresie wieś Udanin liczyła około 1000 mieszkańców. Z ogólnej powierzchni 962 ha gruntów rolnych do szlacheckich dóbr należało 600 ha, natomiast pozostałe grunty należały do 7 wielkich rolników i 4 mniejszych gospodarstw (od 16 ha do 24 ha). Na miejscu była poczta z centralą telefoniczną, a o stan zdrowia mieszkańców dbało 2 lekarzy, akuszerka i pielęgniarka. W Urzędzie Gminy przebywali: przewodniczący, sołtys, 1 policjant i 1 pracownik Urzędu Stanu Cywilnego.
Większymi zakładami pracy była Fabryka Szamotu i drukarni w Dźwigorzu. W Udaninie znajdowały się 3 gospody. Najbardziej znaną z własnym browarem była gospoda Neugebauer. Posiadała ona salę na 700 osób w której odbywały się koncerty, występy teatru i czasami operetki, a w późniejszym czasie odbywały się projekcje filmów. W gospodzie można było napić się wina, zjeść dziczyznę i zagrać w kręgle. Na wielkim podwórzu zawsze odbywał się jarmark. Szczególnie atrakcyjny był ogród z małymi altankami, fontannami i pawilonem muzycznym, w którym odbywały się koncerty.
W roku 1943 rozpoczęto budowę lotniska (od obecnych warsztatów firmy POLBOTO w kierunku Pielaszkowice-Gościsław). Pole lotniskowe zostało skanalizowane i wyrównane. Do prac przywożono pracowników z obozu Gross-Rosen (Rogoźnica). Umieszczani byli w prowizorycznym areszcie. Na ścianie byłego aresztu są wyryte ich imiona, nazwiska oraz inne zapisy. Po wojnie, w 1945 roku, wioska otrzymała nazwę Wdanin, po roku zmienioną przez Komisję Urzędu Rady Ministrów na Udanin. Wkrótce również powstało Państwowe Gospodarstwo Rolne (PGR), które gospodarowało na większości gruntów rolnych jak również zatrudniało najwięcej pracowników. W latach 1995–1997 w wyniku zmian społecznych część gruntów została sprzedana lub wydzierżawiona, a PGR zostało przekształcone.

## Zabytki
Do wojewódzkiego rejestru zabytków wpisane są:
- kościół filialny pw. św. Urszuli, gotycki z drugiej połowy XIII w.; znajduje się w centrum miejscowości; pierwsze wzmianki o kościele a zarazem miejscowości, znajdują się w dokumentach papieskich Papieża Innocentego IV z roku 1250, w których potwierdza, że kościół w Udaninie jest własnością Augustynów we Wrocławiu. Kościół ten został zbudowany z kamienia jako jednonawowy pokryty drewnianym stropem, z wieżą od zachodu, prostokątne prezbiterium z dwuprzęsłowym sklepieniem krzyżowo-żebrowym, oraz pierwotnie dach był kryty słomą. Podczas wojny 30-letniej (1618-1648) góra wieży została odstrzelona, a dach ze słomy spalił się. Kościół w 1668 roku został przebudowany. W tym czasie kościół należał do kościoła parafialnego w Konarach. W XIX w. kościół zostaje odrestaurowany. 7 maja 1966 kościół katolicki pod wezwaniem św. Urszuli w Udaninie zostaje wpisany do rejestru zabytków klasy 0:
- cmentarz przy kościele, nieczynny
- cmentarz parafialny, z 1887 r.
- park dworski, z lat 1840-1860; pod koniec XIX w. zamieniony na park krajobrazowy według projektu Eduarda Petzolda z 1887 r. dla Siegfrieda von Richthofena. Część parku ogrodzona została murem. W parku znajdują się drzewa: platan klonolistny, sosna czarna, miłorząb dwuklapowy, świerki, cis pospolity, jodła jednobarwna, jesiony wyniosłe, sosna wejmutka, jedlice Douglasa odmiany zielonej, lipy drobnolistne, graby pospolite, klony. Wiek starodrzewia wynosi około 120 lat, gatunki iglaste wprowadzono na początku XX wieku.
- aleja lipowa, z przełomu XIX/XX w.

inne zabytki:
- tablica pamiątkowa; w 1813 roku Rosjanie i sprzymierzone wojska Prus wyczerpane walkami rozpoczęły rokowania rozejmowe. Do rozmów pomiędzy posłami i generalicją rosyjską, pruską i francuską doszło w Udaninie pod lipami ówczesnej szkoły i plebanii ewangelickiej. To wydarzenie upamiętnia tablica umieszczona w setną rocznicę tych wydarzeń na budynku plebanii pastora(obecnie budynek Ośrodka Zdrowia). Napis wyryty jest w języku niemieckim, nad nim znajdują się wyrzeźbione dwie gałązki z liśćmi dębu a pomiędzy nimi krzyż. Tekst z tablicy mówi: 1 czerwca 1813 roku przybyli do domu parafialnego w Udaninie pełnomocnicy Prus i Rosji, generał von Kleist (Kaisers), hrabia Schuwalow i francuski generał hrabia Caulaincourt książę Vincenzy, gdzie 36-godzinne zawieszenie broni uzgodniono, z późniejszym zawarciem rozejmu przez dowództwo 4 czerwca w Pielaszkowicach podpisane, tak ważne dla naszej ojczyzny
- ogród ozdobny, który powstał wraz z secesyjną willą, wzniesioną w pierwszych latach XX wieku przy szosie prowadzącej z Damianowa do Udanina. Pierwotnie miał on plan zbliżony do trójkąta, wyznaczony od zachodu prostym rowem wodnym, od wschodu zaś prostą drogą. Najstarsze drzewa zachowane dzisiaj na terenie ogrodu pochodzą z czasów budowy willi. Są to kolony srebrzyste rosnące wzdłuż ogrodzenia wyznaczającego północną granice obiektu - równolegle do szosy. Po drugiej wojnie światowej, wraz z adaptacją willi na szkołę, dokonano pewnych zmian w jej najbliższym otoczeniu. Śladem tych działań jest rząd jesionów rosnących wzdłuż drogi, pozostałości szpalerów grabowych i jesionowych oraz kępowe zadrzewienia olszy w południowej części obiektu. Obecnie założenie otaczające willę zajmuje plan prostokąta, włączono bowiem w jego zasięg teren zlokalizowany po wschodniej stronie.

nieistniejące:
- mauzoleum zostało zbudowane masywnie i utrzymane w stylu rokoko, według tablicy pamiątkowej budowlę wzniesiono w 1708 roku. Po wejściu do środka można było odnieś wrażenie, że jest to piękna kapliczka. Po stronie wysokiego sklepienia znajdowały się liczne portrety. W czterech niszach przedstawieni byli naturalnej wielkości, wyrzeźbieni z drewna czterej ewangeliści ze swoimi symbolami. Na suficie znajdował się fresk-obraz, który przedstawiał Sąd Ostateczny. Znajdowały się tam też trzy sarkofagi. Jeden z nich był obity czarnym aksamitem a pozostałe były ozdobione herbami różnych krewnych z domu von Pannwitzchen. Na środku stały świeczniki z mosiądzu. Schody prowadziły do podziemi gdzie znajdowały się w otwartych trumnach ciała rycerzy. Budowa kości wskazywała, że byli to silni mężczyźni. Znajdowało się tutaj około 40 trumien. Dwunastoletni chłopiec, prawdopodobnie zabalsamowany, leżał w otwartym sarkofagu w kompletnym ubraniu. Według relacji z początku XX w. chłopiec wyglądał jak żywy, miał długie włosy a jego części ubrania były kompletne i niewypłowiałe. Za czasu PRL mauzoleum zostało zniszczone i w 1970 r. kaplica została rozebrana.
- Pałac w Udaninie istniał już w XVIII w. W 1845 posiadłość kupił Georg Gottlob Kramsta (1782-1850). W 1850 spadek odziedziczył  jego syn porucznik Emil Kramsta[8]. Założony został na planie prostokąta, podpiwniczony. Nad głównym wejściem znajduje się kartusz z herbem. Już w XVII w. obok pałacu założony został pierwszy ogród.